# ممدوح تهامي عقل
ممدوح تهامي عقل (10 سبتمبر 1956 - 20 نوفمبر 2020)، جُغرافيٌ مصري. عمل أستاذًا لمورفولوجيا الأرض في كلية آداب جامعة الإسكندرية، وكان عضوًا في لجنة الجغرافيا بالمجلس الأعلى للثقافة. وضع عددًا من المؤلفات الجغرافية.

## حياته
وُلد ممدوح تهامي عقل في الدقهلية بتاريخ 10 سبتمبر 1956 ميلاديًا. حصل على درجة البكالوريوس في الآداب من قسم الجغرافيا بجامعة الإسكندرية عام 1978 ميلاديًا، ثم درجة الماجستير عام 1985 ميلاديًا والدكتوراة عام 1992 ميلاديًا من نفس الجامعة.
عمل أستاذًا لمورفولوجيا الأرض ورئيسًا لقسم الجغرافيا ونظم المعلومات الجغرافية في كلية آداب جامعة الإسكندرية، كما عمل وكيلًا لكليتي الآداب بالإسكندرية ودمنهور. كان عضوًا في لجنة الجغرافيا بالمجلس الأعلى للثقافة، كما عمل محاضرًا في السعودية.

## مؤلفاته
كان قد نشر عددًا من المؤلفات والأبحاث، ومنها:
- «جيومورفولوجية المراوح الفيضية والعوامل في تطورها بحوض أم غيج بالصحراء الشرقية»، 1994
- «أخطار السيول في منطقة شرم الشيخ»، 1998
- «الأبعاد الجيومورفولوجية لتنمية الصحاري العربية»، 1999
- «جيومورفولجية النباك بالمملكة العربية بالسعودية»، 2000
- «حركة الرمال شرقي قناة السويس وتأثيرها علي النشاط البشري»، 2002
- «تصحر التربة بمنخفض سيوة من المنظور الجيومورفولوجي»، 2003
- «An Approach to the morphometric analysis of wadi Tayyibah Drainage Basin through using geographic information system (GIS)» (بالإنجليزية)، 1995

## وفاته
تُوفي في 20 نوفمبر 2020 ميلاديًا الموافق 5 ربيع الآخر 1442 هجريًا، عن عمرٍ ناهز 64 عامًا.